# Una familia poco familiar
Una familia poco familiar (en hangul: (아는 건 별로 없지만) 가족입니다; RR: (Aneun Geon Byeollo Eopjiman) Gajogimnida, lit. (I Don't Know Much But) We Are Family) es una serie de televisión surcoreana transmitida desde el 1 de junio del 2020 hasta el 21 de julio del 2020 a través de tvN.

## Sinopsis
La serie trata sobre la comprensión y los malentendidos que pueden llegar a existir entre extraños que son como la familia y la familia que son como extraños.
A través de la realidad en la que los padres e hijos pasan menos tiempo juntos y tienen más secretos el uno del otro a medida que envejecen, se encuentran con personas que conocen más secretos de uno que la propia familia.

## Reparto

### Personajes principales
| Actor                       | Personaje      | N.º de episodios | Notas |
| --------------------------- | -------------- | ---------------- | --- |
| Jung Jin-young Han Joon-woo | Kim Sang-sik   | 16               | Es el padre de Kim Eun-joo, Kim Eun-hee y Kim Ji-woo. Sang-sik mantiene a su familia trabajando como conductor de camión. |
| Won Mi-kyung Ah Young       | Lee Jin-suk    | 16               | Es la madre de Kim Eun-joo, Kim Eun-hee y Kim Ji-woo. |
| Choo Ja-hyun Kim Eun-joo    | Kim Eun-joo    | 16               | Es la hermana mayor de Kim Eun-hee y Kim Ji-woo. Es una ex abogada de patentes proveniente de una escuela de élite, que sueña con una vida ordinaria después del matrimonio. Está casada con el doctor Yoon Tae-hyung, con quien siente que está distanciada. Es una mujer racional, lógica y con gran orgullo, por lo que no le dice a los demás sobre sus preocupaciones. A pesar de ser fría con todos, incluidos su madre y hermanos, es generosa con su padre. |
| Han Ye-ri Jo Shi-yeon       | Kim Eun-hee    | 16               | Es la segunda hija de la familia Kim y la hermana de Kim Eun-joo y Kim Ji-woo. Es una mujer optimista, amable y demasiado considerada con las personas. Eun-hee trabaja en una editorial. |
| Shin Jae-ha Im Jae-ha       | Kim Ji-woo     | 16               | Es el hermano menor de Kim Eun-joo y Kim Eun-hee. Es el mejor amigo de Park Chan-hyuk, a quien ve como a un hermano y trabaja en su compañía "Golden Goose Media". Es un joven sensible y tiene una buena reputación como persona. |
| Kim Ji-seok                 | Park Chan-hyuk | 16               | Es el mejor amigo de Kim Eun-joo a quien ve como familia y quien se convierte en su entrenador de relaciones. Chan-hyuk la ayuda a animarla a volver a salir. Está enamorado de Kim Eun-hee. |

### Personajes secundarios
| Actor          | Personaje          | Episodios donde apareció | Notas |
| -------------- | ------------------ | ------------------------ | --- |
| Park Sang-myun | Man-ho             | -                        | |
| Shin Dong-wook | Im Gun-joo         | -                        | Es el líder del equipo sede de una editorial, que tiene sentimientos por Kim Eun-hee.                                                                                                |
| Kim Tae-hoon   | Dr. Yoon Tae-hyung | -                        | Es un médico de medicina familiar y el esposo de Kim Eun-joo. Es un hombre callado y gentil, que se asegura de ser lógico y audaz para que Eun-joo no sienta la carga de su familia. |
| Lee Jong-won   | Ahn Hyo-seok       | -                        | |
| Choi Woong     | Lee Jong-min       | 1, 7, 13                 | |
| Jo Wan-ki      | Young-shik         | 3-4                      | |
| Shin Hye-jeong | Yoon Seo-young     | -                        | |
| Bae Yoon-kyung | So-young           | -                        | [ 17 ] |
| Seo Sang-won   | Yoo Sun-il         | -                        | |
| Ga Deuk-hee    | Seo Kyung-ok       | -                        | |
| Lee Ji-ha      | Oh Mi-sook         | -                        | |

### Apariciones especiales
| Actor         | Personaje               | Episodios donde apareció | Notas                         |
| ------------- | ----------------------- | ------------------------ | ----------------------------- |
| Kwon Yul      | Yoo Min-woo             | -                        |                               |
| Baek Hyun-joo | -                       | 9                        | Es la esposa del señor Yoo.   |
| Oh Eui-shik   | Woo-seok                | 9                        |                               |
| Park Hee-von  | Ri-ra                   | 9                        |                               |
| Kim Soo-jin   | -                       | 1, 3                     | Es un autor de libros.        |
| Lee Kan-hee   | -                       | 1-2                      | Es una amiga de Kim Sang-sik. |
| Han Ji-wan    | Hye-soo                 | 1                        |                               |
| Woo Mi-wha    | Madre de Yoon Seo-young | 3                        |                               |

## Episodios
La serie está conformada por 16 episodios, los cuales fueron emitidos todos los lunes y martes a las 21:00 (KST).

### Índices de audiencia
Los números en color rojo indican las calificaciones más bajas, mientras que los números en azul indican las calificaciones más altas.
| N.º      | Fecha de Emisión    | Participación promedio de audiencia (AGB Nielsen) | Participación promedio de audiencia (AGB Nielsen) |
| N.º      | Fecha de Emisión    | Nacional                                          | Seúl                                              |
| -------- | ------------------- | ------------------------------------------------- | ------------------------------------------------- |
| 1        | 1 de junio de 2020  | 3.122%                                            | 3.426%                                            |
| 2        | 2 de junio de 2020  | 3.930%                                            | 4.520%                                            |
| 3        | 8 de junio de 2020  | 3.345%                                            | 3.248%                                            |
| 4        | 9 de junio de 2020  | 3.862%                                            | 4.528%                                            |
| 5        | 15 de junio de 2020 | 3.188%                                            | 3.376%                                            |
| 6        | 16 de junio de 2020 | 4.127%                                            | 4.897%                                            |
| 7        | 22 de junio de 2020 | 3.582%                                            | 4.016%                                            |
| 8        | 23 de junio de 2020 | 4.721%                                            | 5.599%                                            |
| 9        | 29 de junio de 2020 | 4.402%                                            | 5.018%                                            |
| 10       | 30 de junio de 2020 | 4.737%                                            | 5.294%                                            |
| 11       | 6 de julio de 2020  | 4.383%                                            | 5.035%                                            |
| 12       | 7 de julio de 2020  | 4.336%                                            | 5.385%                                            |
| 13       | 13 de julio de 2020 | 4.822%                                            | 5.690%                                            |
| 14       | 14 de julio de 2020 | 4.487%                                            | 5.504%                                            |
| 15       | 20 de julio de 2020 | 4.365%                                            | 4.914%                                            |
| 16       | 21 de julio de 2020 | 5.434%                                            | 6.198%                                            |
| Promedio | Promedio            | 4.178%                                            | 4.791%                                            |

## Música

### Parte 1
| No. | Intérprete | Canción               | Letra                         | Música                        | Duración |
| --- | ---------- | --------------------- | ----------------------------- | ----------------------------- | -------- |
| 1   | Bumkey     | "Family" (가족입니다) | Dong Woo-seok y Yoo Jung-hyun | Dong Woo-seok y Yoo Jung-hyun | 3:24     |
| 2   |            | "Family" (Inst.)      | -                             | Dong Woo-seok y Yoo Jung-hyun | 3:24     |

### Parte 2
| No. | Intérprete | Canción                        | Letra | Música | Duración |
| --- | ---------- | ------------------------------ | ----- | ------ | -------- |
| 1   | Sondia     | "Love Message" (사랑한다는 말) | Hen   | Hen    | 4:10     |
| 2   |            | "Love Message" (Inst.)         | -     | Hen    | 4:10     |

### Parte 3
| No. | Intérprete   | Canción              | Letra                       | Música                                                               | Duración |
| --- | ------------ | -------------------- | --------------------------- | -------------------------------------------------------------------- | -------- |
| 1   | Gilgu Bonggu | "My Day" (나의 하루) | Dinner Coat y Dong Woo-seok | Dinner Coat, Dong Woo-seok, Yoo Jung-hyun, Shim Jin y Song Hyun-jong | 3:58     |
| 2   |              | "My Day" (Inst.)     | Dinner Coat y Dong Woo-seok | Dinner Coat, Dong Woo-seok, Yoo Jung-hyun, Shim Jin y Song Hyun-jong | 3:58     |

### Parte 4
| No. | Intérprete              | Canción                      | Letra | Música | Duración |
| --- | ----------------------- | ---------------------------- | ----- | ------ | -------- |
| 1   | Kang Seung Sik (Victon) | "When We Were Close"         | -     | -      | 3:38 min |
| 2   |                         | "When We Were Close" (Inst.) | -     | -      | 3:38 min |

## Premios y nominaciones
| Año  | Categoría               | Premio                   | Nominado             | Resultado |
| ---- | ----------------------- | ------------------------ | -------------------- | --------- |
| 2021 | Best Drama              | 57th Baeksang Arts Award | My Unfamiliar Family | Nominado  |
| 2021 | Best Director (TV)      | 57th Baeksang Arts Award | Kwon Young-il        | Nominado  |
| 2021 | Best Screenplay         | 57th Baeksang Arts Award | Kim Eun-jung         | Nominado  |
| 2020 | Best Supporting Actress | 7th APAN Star Award      | Choo Ja-hyun         | Nominada  |

## Producción
La serie también es conocida como "(We Don't Know Much but) We Are a Family", "(Although We Don’t Know Much) We Are a Family" y/o "(I Don't Know Much, But) We Are Family".
Fue desarrollada por Studio Dragon. La dirección estuvo a cargo de Kwon Young-il (권영일), quien contó con el apoyo del guionista Kim Eun-jung (김은정).
La conferencia de prensa en línea fue realizada el 27 de mayo del 2020.
La serie también contó con el apoyo de la compañía de producción Studio Dragon.